# Ronald Klinkenberg
Ronald Klinkenberg (Bussum, 18 augustus 1955) is een Nederlands voormalig voetballer die als verdediger speelde. Nadien werd hij trainer.

## Loopbaan
Klinkenberg begon bij UVV en kwam in 1972 in de jeugdopleiding van Ajax. Hij kwam tot het C-team (beloften) en speelde in het seizoen 1976/77 ook in oefenduels van het eerste team. Zijn enige officiële wedstrijd voor Ajax was op 13 maart 1977 toen hij bij de uitwedstrijd in de Eredivisie tegen VVV (2-2) inviel voor Søren Lerby. Medio 1977 ging hij naar DFC uit Dordrecht. In 1979 tekende hij een contract bij Oakland Stompers in de Verenigde Staten. Nog voor hij arriveerde was de club verkocht en ging verder als Edmonton Drillers in Canada. Daar speelde Klinkenberg, samen met onder meer Hans Kraay jr., twee seizoenen in de NASL en een seizoen in de indoorcompetitie.
Hij had het CIOS gedaan in Overveen en was werkzaam als tennisleraar. In het amateurvoetbal kwam Klinkenberg nog uit voor DCV. Hij werd ook trainer in het amateurvoetbal.